# Prowincja Chanchamayo
Prowincja Chanchamayo (hiszp. Provincia de Chanchamayo) – jedna z dziewięciu prowincji, które tworzą region Junín w Peru.

## Podział administracyjny
Prowincja Chanchamayo dzieli się na 6 dystryktów:
- Chanchamayo
- Perené
- Pichanaqui
- San Luis de Shuaro
- San Ramón
- Vitoc